# Ваель Ґомаа
Ваель Ґомаа (араб. وائل جمعة, нар. 3 серпня 1975) — єгипетський футболіст, що грав на позиції захисника, зокрема за клуб «Аль-Аглі», у складі якого шість разів вигравав Лігу чемпіонів КАФ, а також за національну збірну Єгипту, з якою тричі ставав володарем Кубка африканських націй. 

## Клубна кар'єра
Народився 3 серпня 1975 року. Вихованець футбольної школи клубу «Газль Аль-Мехалла» з рідного міста Ель-Махалла-ель-Кубра. Дорослу футбольну кар'єру розпочав 1995 року в основній команді того ж клубу, в якій провів шість сезонів, взявши участь у 82 матчах чемпіонату.
2001 року перебрався до столичного «Аль-Аглі», кольори якого і захищав загалом протягом дванадцяти сезонів, до завершення ігрової кар'єри у 2014 році. Переривав виступи за «Аль-Аглі» лише в сезоні 2007/08, коли на умовах оренди грав за катарський клуб «Аль-Сайлія». У складі каїрської команди за 12 сезонів сім разів ставав чемпіоном Єгипту, а також шість разів вигравав Лігу чемпіонів КАФ.

## Виступи за збірну
2001 року дебютував в офіційних матчах у складі національної збірної Єгипту.
У складі збірної був учасником Кубка африканських націй 2002 року в Гані та Нігерії, де виходив на поле на заміну у двох іграх турніру.
А вже у домашньому розіграші Кубка африканських націй 2006 брав участь як основний центральний захисник команди, допомігши їй здобути титул чемпіонів Африки. Також як гравець основного складу збірної Єгипту допомогав їй захищати чемпіонський титул на Кубку африканських націй 2008 та Кубку африканських націй 2010.
Загалом протягом кар'єри у національній команді, яка тривала 13 років, провів у її формі 114 матчів, забивши один гол.
| Дата       | Місто               | Господарі         | Результат               | Гості             | Турнір                                      | Голи | Примітки |
| ---------- | ------------------- | ----------------- | ----------------------- | ----------------- | ------------------------------------------- | ---- | -------- |
| 26-4-2001  | Каїр                | Єгипет            | 1 – 2                   | Південна Корея    | товариський матч                            | -    | 85'      |
| 4-1-2002   | Каїр                | Єгипет            | 2 – 0                   | Гана              | товариський матч                            | -    |          |
| 6-1-2002   | Ісмаїлія            | Єгипет            | 1 – 2                   | Малі              | товариський матч                            | -    | 79'      |
| 31-1-2002  | Бамако              | Єгипет            | 2 – 1                   | Замбія            | Кубок африканських націй 2002 - 1-й етап    | -    | 85'      |
| 4-2-2002   | Сікассо             | Камерун           | 1 – 0                   | Єгипет            | Кубок африканських націй 2002 - чвертьфінал | -    | 52'      |
| 8-8-2002   | Александрія         | Єгипет            | 4 – 1                   | Ефіопія           | товариський матч                            | -    |          |
| 20-8-2002  | Александрія         | Єгипет            | 2 – 0                   | Уганда            | товариський матч                            | -    |          |
| 23-8-2002  | Каїр                | Єгипет            | 3 – 0                   | Судан             | товариський матч                            | -    |          |
| 27-8-2002  | Александрія         | Єгипет            | 0 – 1                   | Лівія             | товариський матч                            | -    |          |
| 8-9-2002   | Антананаріву        | Мадагаскар        | 1 – 0                   | Єгипет            | Відбір до Кубка африканських націй 2004     | -    |          |
| 25-11-2002 | Лагос               | Нігерія           | 1 – 1                   | Єгипет            | товариський матч                            | -    |          |
| 22-12-2002 | Каїр                | Єгипет            | 0 – 0                   | Гана              | товариський матч                            | -    |          |
| 12-2-2003  | Каїр                | Єгипет            | 1 – 4                   | Данія             | товариський матч                            | -    |          |
| 19-3-2003  | Порт-Саїд           | Єгипет            | 6 – 0                   | Катар             | товариський матч                            | -    | 46'      |
| 31-3-2004  | Каїр                | Єгипет            | 2 – 1                   | Тринідад і Тобаго | товариський матч                            | -    |          |
| 24-5-2004  | Каїр                | Єгипет            | 2 – 0                   | Зімбабве          | товариський матч                            | -    |          |
| 29-5-2004  | Каїр                | Єгипет            | 2 – 0                   | Габон             | товариський матч                            | -    |          |
| 5-9-2004   | Абіджан             | Єгипет            | 3 – 2                   | Камерун           | Відбір до ЧС 2006                           | -    |          |
| 8-10-2004  | Триполі             | Лівія             | 2 – 1                   | Єгипет            | Відбір до ЧС 2006                           | -    |          |
| 28-11-2004 | Каїр                | Єгипет            | 1 – 1                   | Болгарія          | товариський матч                            | -    |          |
| 8-1-2005   | Каїр                | Єгипет            | 3 – 0                   | Уганда            | товариський матч                            | -    |          |
| 4-2-2005   | Сеул                | Південна Корея    | 0 – 1                   | Єгипет            | товариський матч                            | -    |          |
| 9-2-2005   | Каїр                | Єгипет            | 4 – 0                   | Бельгія           | товариський матч                            | -    |          |
| 14-3-2005  | Ед-Даммам           | Саудівська Аравія | 0 – 1                   | Єгипет            | товариський матч                            | -    |          |
| 27-3-2005  | Каїр                | Єгипет            | 4 – 1                   | Лівія             | Відбір до ЧС 2006                           | -    | 34'      |
| 27-5-2005  | Ель-Кувейт          | Кувейт            | 0 – 1                   | Єгипет            | товариський матч                            | -    | 9' 46'   |
| 5-6-2005   | Каїр                | Єгипет            | 6 – 1                   | Судан             | Відбір до ЧС 2006                           | -    |          |
| 19-6-2005  | Абіджан             | Кот-д'Івуар       | 2 – 0                   | Єгипет            | Відбір до ЧС 2006                           | -    | 81'      |
| 29-7-2005  | Женева              | Єгипет            | 5 – 0                   | Катар             | товариський матч                            | -    |          |
| 31-7-2005  | Женева              | Єгипет            | 0 – 0 д.ч. (5 – 4 п.п.) | ОАЕ               | товариський матч                            | -    |          |
| 17-8-2005  | Понта-Делгада       | Португалія        | 2 – 0                   | Єгипет            | товариський матч                            | -    |          |
| 8-10-2005  | Яунде               | Камерун           | 1 – 1                   | Єгипет            | Відбір до ЧС 2006                           | -    |          |
| 16-11-2005 | Каїр                | Єгипет            | 1 – 2                   | Туніс             | товариський матч                            | -    | 53'      |
| 27-12-2005 | Каїр                | Єгипет            | 2 – 0                   | Уганда            | товариський матч                            | -    |          |
| 5-1-2006   | Александрія         | Єгипет            | 2 – 0                   | Зімбабве          | товариський матч                            | -    |          |
| 14-1-2006  | Каїр                | Єгипет            | 1 – 2                   | ПАР               | товариський матч                            | -    |          |
| 20-1-2006  | Каїр                | Єгипет            | 3 – 0                   | Лівія             | Кубок африканських націй 2006 - 1-й етап    | -    | 26'      |
| 24-1-2006  | Каїр                | Єгипет            | 0 – 0                   | Марокко           | Кубок африканських націй 2006 - 1-й етап    | -    |          |
| 28-1-2006  | Каїр                | Єгипет            | 3 – 1                   | Кот-д'Івуар       | Кубок африканських націй 2006 - 1-й етап    | -    |          |
| 3-2-2006   | Каїр                | Єгипет            | 4 – 1                   | ДР Конго          | Кубок африканських націй 2006 - чвертьфінал | -    |          |
| 7-2-2006   | Каїр                | Єгипет            | 2 – 1                   | Сенегал           | Кубок африканських націй 2006 - півфінал    | -    |          |
| 10-2-2006  | Каїр                | Єгипет            | 0 – 0 д.ч. (4 – 2 п.п.) | Кот-д'Івуар       | Кубок африканських націй 2006 - Фінал       | -    | 21'      |
| 3-6-2006   | Ельче               | Іспанія           | 2 – 0                   | Єгипет            | товариський матч                            | -    |          |
| 2-9-2006   | Каїр                | Єгипет            | 4 – 1                   | Бурунді           | Відбір до Кубка африканських націй 2008     | -    |          |
| 7-10-2006  | Габороне            | Ботсвана          | 0 – 0                   | Єгипет            | Відбір до Кубка африканських націй 2008     | -    |          |
| 15-11-2006 | Брентфорд           | Єгипет            | 1 – 0                   | ПАР               | товариський матч                            | -    | 26'      |
| 7-2-2007   | Каїр                | Єгипет            | 2 – 0                   | Швеція            | товариський матч                            | -    |          |
| 3-6-2007   | Нуакшот             | Мавританія        | 1 – 1                   | Єгипет            | Відбір до Кубка африканських націй 2008     | -    |          |
| 12-6-2007  | Ель-Кувейт          | Кувейт            | 1 – 1                   | Єгипет            | товариський матч                            | -    |          |
| 22-8-2007  | Париж               | Кот-д'Івуар       | 0 – 0                   | Єгипет            | товариський матч                            | -    |          |
| 10-1-2008  | Абу-Дабі            | Єгипет            | 1 – 0                   | Малі              | товариський матч                            | -    |          |
| 13-1-2008  | Алверка-ду-Рібатежу | Ангола            | 3 – 3                   | Єгипет            | товариський матч                            | -    | 67'      |
| 22-1-2008  | Кумасі              | Єгипет            | 4 – 2                   | Камерун           | Кубок африканських націй 2008 - 1-й етап    | -    |          |
| 26-1-2008  | Кумасі              | Єгипет            | 3 – 0                   | Судан             | Кубок африканських націй 2008 - 1-й етап    | -    |          |
| 30-1-2008  | Тамале (місто)      | Єгипет            | 1 – 1                   | Замбія            | Кубок африканських націй 2008 - 1-й етап    | -    |          |
| 4-2-2008   | Кумасі              | Єгипет            | 2 – 1                   | Ангола            | Кубок африканських націй 2008 - чвертьфінал | -    | 35'      |
| 7-2-2008   | Секонді-Такораді    | Кот-д'Івуар       | 1 – 4                   | Єгипет            | Кубок африканських націй 2008 - півфінал    | -    |          |
| 10-2-2008  | Аккра               | Камерун           | 0 – 1                   | Єгипет            | Кубок африканських націй 2008 - Фінал       | -    |          |
| 26-3-2008  | Каїр                | Єгипет            | 0 – 2                   | Аргентина         | товариський матч                            | -    |          |
| 1-6-2008   | Каїр                | Єгипет            | 2 – 1                   | ДР Конго          | Відбір до ЧС 2010                           | -    |          |
| 7-6-2008   | Джибуті             | Джибуті           | 0 – 4                   | Єгипет            | Відбір до ЧС 2010                           | -    | 65'      |
| 14-6-2008  | Блантайр            | Малаві            | 1 – 0                   | Єгипет            | Відбір до ЧС 2010                           | -    |          |
| 22-6-2008  | Каїр                | Єгипет            | 2 – 0                   | Малаві            | Відбір до ЧС 2010                           | -    | 47'      |
| 20-8-2008  | Хартум              | Судан             | 4 – 0                   | Єгипет            | товариський матч                            | -    | 75'      |
| 7-9-2008   | Кіншаса             | ДР Конго          | 0 – 1                   | Єгипет            | Відбір до ЧС 2010                           | -    |          |
| 12-10-2008 | Каїр                | Єгипет            | 4 – 0                   | Джибуті           | Відбір до ЧС 2010                           | -    |          |
| 19-11-2008 | Каїр                | Єгипет            | 5 – 1                   | Бенін             | товариський матч                            | -    |          |
| 23-1-2009  | Каїр                | Єгипет            | 1 – 0                   | Кенія             | товариський матч                            | -    |          |
| 11-2-2009  | Каїр                | Єгипет            | 2 – 2                   | Гана              | товариський матч                            | -    |          |
| 29-3-2009  | Каїр                | Єгипет            | 1 – 1                   | Замбія            | Відбір до ЧС 2010                           | -    |          |
| 30-5-2009  | Маскат              | Оман              | 0 – 1                   | Єгипет            | товариський матч                            | -    |          |
| 7-6-2009   | Бліда               | Алжир             | 3 – 1                   | Єгипет            | Відбір до ЧС 2010                           | -    |          |
| 15-6-2009  | Блумфонтейн         | Бразилія          | 4 – 3                   | Єгипет            | Кубок Конфедерацій                          | -    |          |
| 18-6-2009  | Йоганнесбург        | Єгипет            | 1 – 0                   | Італія            | Кубок Конфедерацій                          | -    | 90'      |
| 21-6-2009  | Рустенбург          | Єгипет            | 0 – 3                   | США               | Кубок Конфедерацій                          | -    |          |
| 5-7-2009   | Каїр                | Єгипет            | 3 – 0                   | Руанда            | Відбір до ЧС 2010                           | -    |          |
| 12-8-2009  | Каїр                | Єгипет            | 3 – 3                   | Гвінея            | товариський матч                            | -    |          |
| 5-9-2009   | Кігалі              | Руанда            | 0 – 1                   | Єгипет            | Відбір до ЧС 2010                           | -    |          |
| 2-10-2009  | Каїр                | Єгипет            | 4 – 0                   | Маврикій          | товариський матч                            | -    | 46'      |
| 10-10-2009 | Чилілабомбве        | Замбія            | 0 – 1                   | Єгипет            | Відбір до ЧС 2010                           | -    | 65'      |
| 18-11-2009 | Омдурман            | Алжир             | 1 – 0                   | Єгипет            | Відбір до ЧС 2010                           | -    | 25'      |
| 29-12-2009 | Каїр                | Єгипет            | 1 – 1                   | Малаві            | товариський матч                            | -    | 57'      |
| 4-1-2010   | Дубай               | Єгипет            | 1 – 0                   | Малі              | товариський матч                            | -    | 31' 84'  |
| 12-1-2010  | Бенгела             | Єгипет            | 3 – 1                   | Нігерія           | Кубок африканських націй 2010 - 1-й етап    | -    |          |
| 16-1-2010  | Бенгела             | Єгипет            | 2 – 0                   | Мозамбік          | Кубок африканських націй 2010 - 1-й етап    | -    |          |
| 25-1-2010  | Бенгела             | Єгипет            | 3 – 1 д.ч.              | Камерун           | Кубок африканських націй 2010 - чвертьфінал | -    | 40'      |
| 28-1-2010  | Бенгела             | Алжир             | 0 – 4                   | Єгипет            | Кубок африканських націй 2010 - півфінал    | -    |          |
| 31-1-2010  | Луанда              | Гана              | 0 – 1                   | Єгипет            | Кубок африканських націй 2010 - Фінал       | -    |          |
| 3-3-2010   | Лондон              | Англія            | 3 – 1                   | Єгипет            | товариський матч                            | -    |          |
| 11-8-2010  | Каїр                | Єгипет            | 6 – 3                   | ДР Конго          | товариський матч                            | -    |          |
| 5-9-2010   | Каїр                | Єгипет            | 1 – 1                   | Сьєрра-Леоне      | Відбір до Кубка африканських націй 2012     | -    | 15'      |
| 10-10-2010 | Бангі               | Нігер             | 1 – 0                   | Єгипет            | Відбір до Кубка африканських націй 2012     | -    |          |
| 17-11-2010 | Каїр                | Єгипет            | 3 – 0                   | Австралія         | товариський матч                            | -    |          |
| 16-12-2010 | Доха                | Катар             | 2 – 1                   | Єгипет            | товариський матч                            | -    | 81'      |
| 5-1-2011   | Каїр                | Єгипет            | 5 – 1                   | Танзанія          | товариський матч                            | -    |          |
| 9-1-2011   | Каїр                | Єгипет            | 1 – 0                   | Уганда            | товариський матч                            | -    | 62'      |
| 11-1-2011  | Ісмаїлія            | Єгипет            | 3 – 0                   | Бурунді           | товариський матч                            | -    | 76'      |
| 14-1-2011  | Каїр                | Єгипет            | 5 – 1                   | Кенія             | товариський матч                            | 1    |          |
| 17-1-2011  | Каїр                | Єгипет            | 3 – 1                   | Уганда            | товариський матч                            | -    | 81'      |
| 26-3-2011  | Йоганнесбург        | ПАР               | 1 – 0                   | Єгипет            | Відбір до Кубка африканських націй 2012     | -    |          |
| 5-6-2011   | Каїр                | Єгипет            | 0 – 0                   | ПАР               | Відбір до Кубка африканських націй 2012     | -    |          |
| 14-11-2011 | Доха                | Бразилія          | 2 – 0                   | Єгипет            | товариський матч                            | -    | 30' 85'  |
| 15-8-2012  | Салала              | Оман              | 1 – 1                   | Єгипет            | товариський матч                            | -    |          |
| 28-12-2012 | Доха                | Катар             | 0 – 2                   | Єгипет            | товариський матч                            | -    |          |
| 10-1-2013  | Абу-Дабі            | Гана              | 3 – 0                   | Єгипет            | товариський матч                            | -    | 20'      |
| 14-1-2013  | Абу-Дабі            | Кот-д'Івуар       | 4 – 2                   | Єгипет            | товариський матч                            | -    |          |
| 6-2-2013   | Мадрид              | Чилі              | 2 – 1                   | Єгипет            | товариський матч                            | -    |          |
| 7-3-2013   | Доха                | Катар             | 3 – 1                   | Єгипет            | товариський матч                            | -    | кап. 81' |
| 22-3-2013  | Александрія         | Єгипет            | 10 – 0                  | Есватіні          | товариський матч                            | -    | 46'      |
| 26-3-2013  | Александрія         | Єгипет            | 2 – 1                   | Зімбабве          | Відбір до ЧС 2014                           | -    |          |
| 4-6-2013   | Каїр                | Єгипет            | 1 – 1                   | Ботсвана          | товариський матч                            | -    | 46'      |
| 9-6-2013   | Хараре              | Зімбабве          | 2 – 4                   | Єгипет            | Відбір до ЧС 2014                           | -    |          |
| 16-6-2013  | Мапуту              | Мозамбік          | 0 – 1                   | Єгипет            | Відбір до ЧС 2014                           | -    | кап. 49' |
| 15-10-2013 | Кумасі              | Гана              | 6 – 1                   | Єгипет            | Відбір до ЧС 2014                           | -    | кап.     |
| Усього     |                     | Матчів (7 місце)  | 114                     |                   | Голів                                       | 1    |          |

## Титули і досягнення
- Чемпіон Єгипту (7):

«Аль-Аглі»: 2004-2005, 2005-2006, 2006-2007, 2008-2009, 2009-2010, 2010-2011, 2013-2014
- Володар Кубка Єгипту (3):

«Аль-Аглі»: 2003, 2006, 2007
- Переможець Ліги чемпіонів КАФ (6):

«Аль-Аглі»: 2001, 2005, 2006, 2008, 2012, 2013
- Володар Кубка африканських націй (3):

2006, 2008, 2010